# Antilop

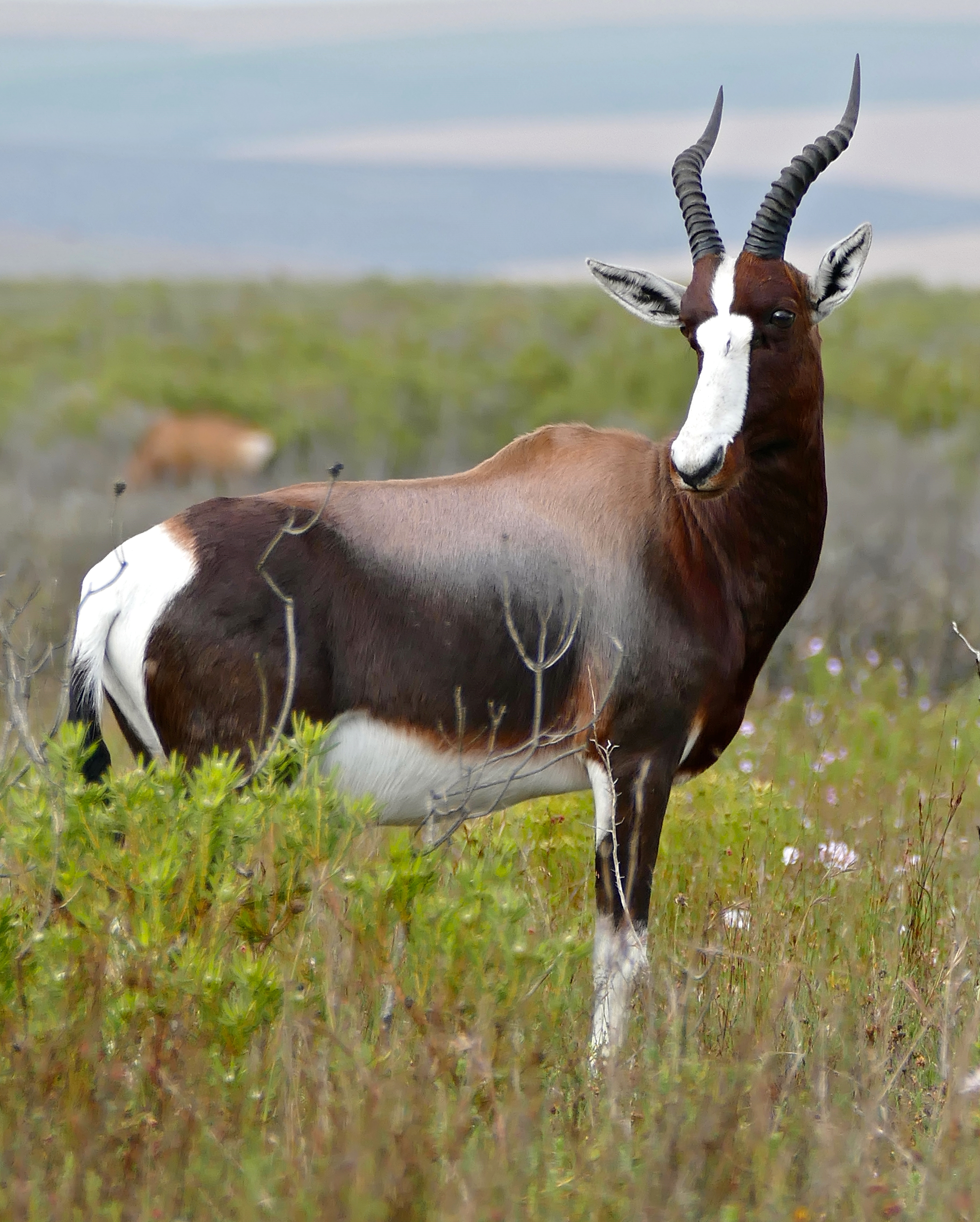
Tarka lantszarvúantilop (Damaliscus pygargus)

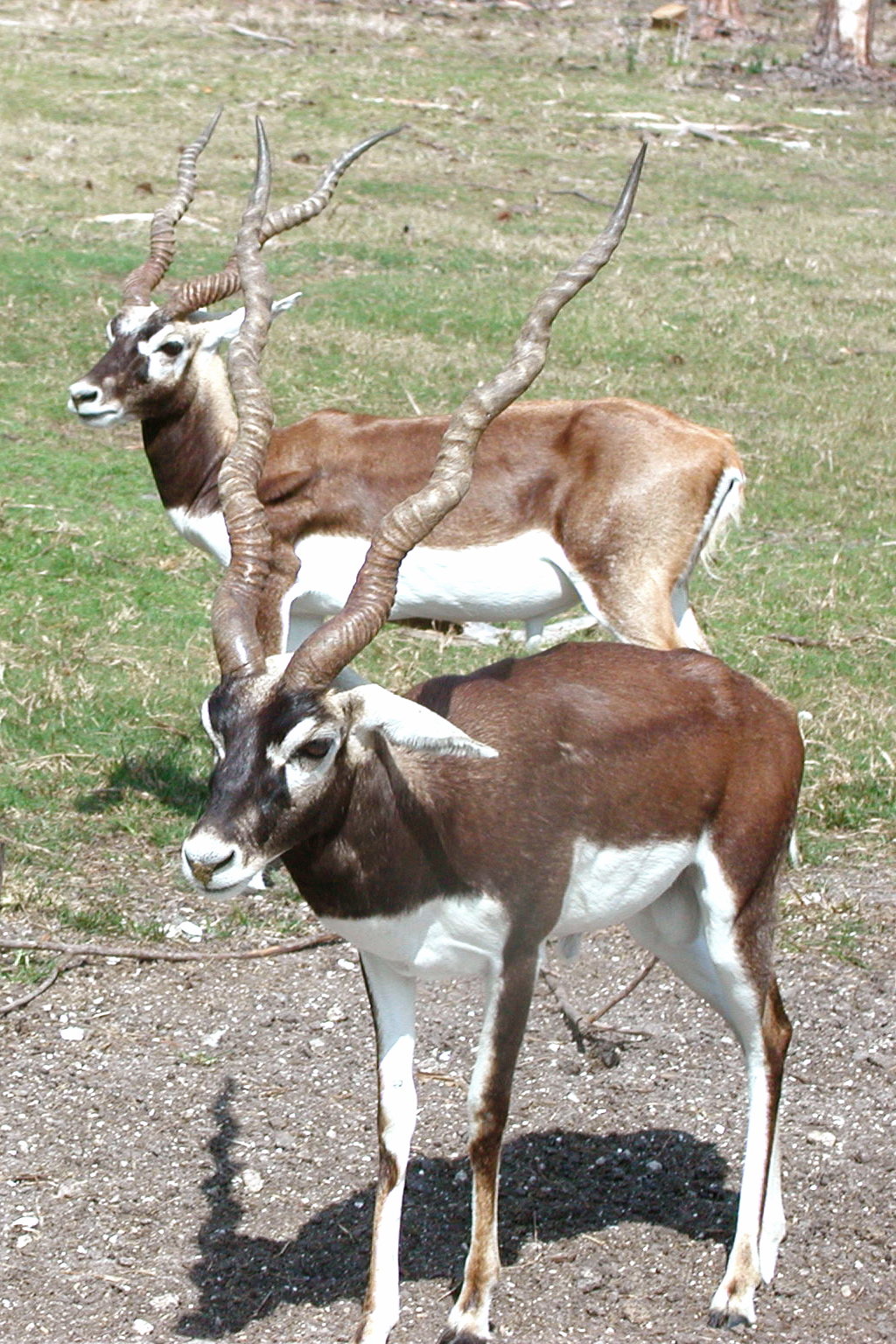
Indiai antilop (Antilope cervicapra) bikák

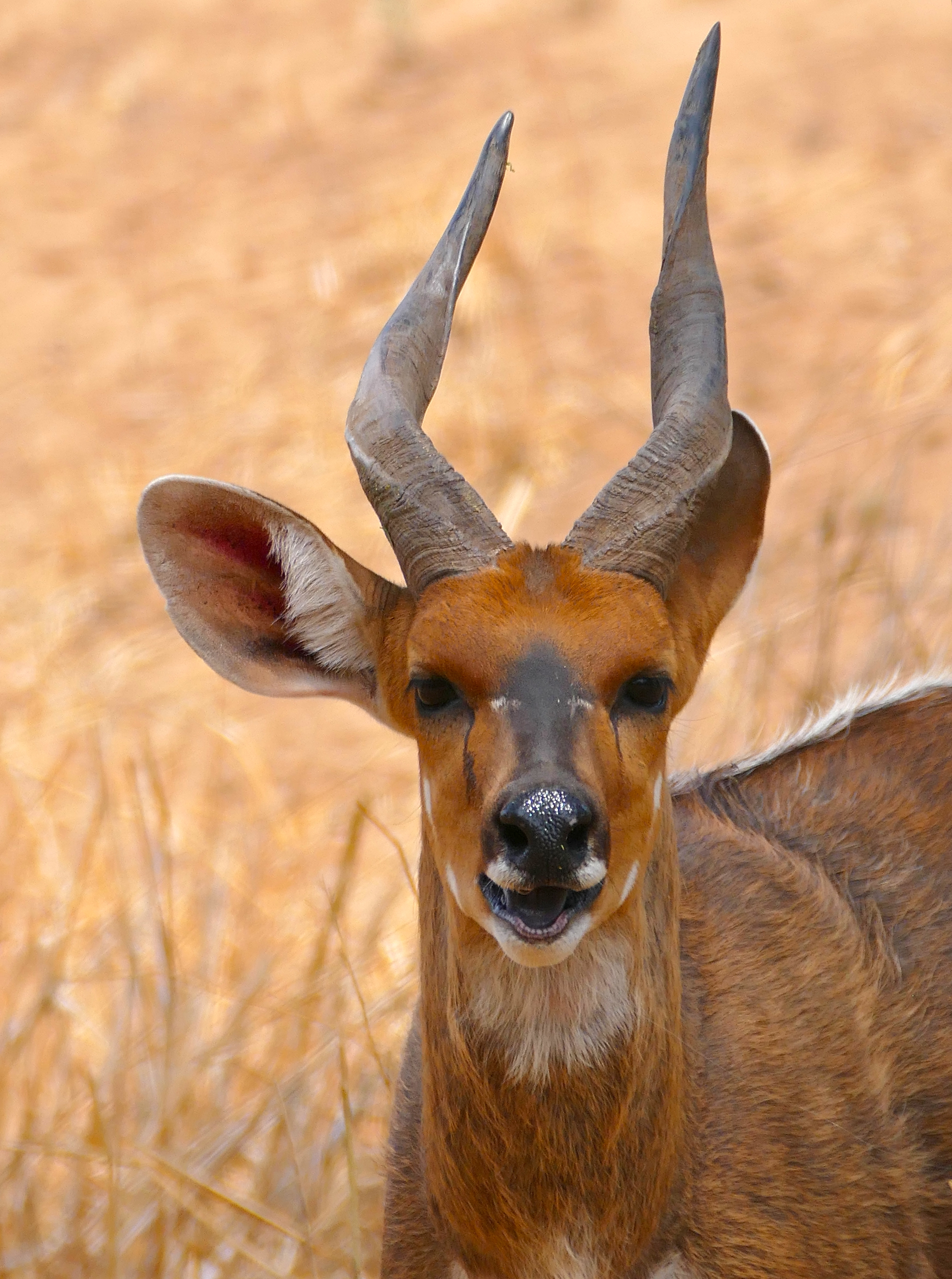
Közönséges bozótiantilop (Tragelaphus scriptus) bika

Az antilop a kérődzők (Ruminantia) csoportjába tartozó egyes fajok köznapi általános megnevezése. Az antilopok hímjét bikának, nőstényét tehénnek, kicsinyét borjúnak nevezik.

## Állatok, melyeknek a magyar nevében az „antilop” szó is szerepel
- tehénantilop-formák (Alcelaphinae)
  - vörös tehénantilop (Alcelaphus buselaphus)
  - Káma tehénantilop (Alcelaphus caama)
  - Lichtenstein-tehénantilop (Alcelaphus lichtensteinii)
  - vadászantilop (Beatragus hunteri)
  - közönséges lantszarvúantilop (Damaliscus lunatus)
  - tarka lantszarvúantilop (Damaliscus pygargus)
- antilopformák (Antilopinae)
  - vándorantilop (Antidorcas marsupialis)
  - indiai antilop (Antilope cervicapra)
  - törpeantilopok (Neotragini)
    - apró törpeantilop (Neotragus pygmaeus)
    - Bates-törpeantilop (Nesotragus batesi)
    - pézsmaantilop (Nesotragus moschatus)
    - sziklaugró antilop (Oreotragus oreotragus)
    - őszantilopok (Raphicerus)
      - közönséges őszantilop (Raphicerus campestris)
      - déli őszantilop (Raphicerus melanotis)
      - Sharpe-őszantilop (Raphicerus sharpei)

  - tatárantilop (Saiga tatarica)
- tulokformák (Bovinae)
  - nilgau antilopok (Boselaphini)
    - nilgau antilop (Boselaphus tragocamelus)
    - négyszarvú antilop (Tetracerus quadricornis)

  - vietnámi antilop (Pseudoryx nghetinhensis)
  - csavartszarvú antilopok (Tragelaphini)
    - óriás jávorantilop (Taurotragus derbianus)
    - jávorantilop (Taurotragus oryx)
    - közönséges bozótiantilop (Tragelaphus scriptus)
    - Delamere-bozótiantilop (Tragelaphus sylvaticus)
- bóbitásantilop-formák (Cephalophinae)
  - fehércombú bóbitásantilop (Cephalophus adersi)
  - Peter-bóbitásantilop (Cephalophus callipygus)
  - feketelábú bóbitásantilop (Cephalophus dorsalis)
  - Harvey-bóbitásantilop (Cephalophus harveyi)
  - libériai bóbitásantilop (Cephalophus jentinki)
  - fehérhasú bóbitásantilop (Cephalophus leucogaster)
  - vörös bóbitásantilop (Cephalophus natalensis)
  - fekete bóbitásantilop (Cephalophus niger)
  - feketehomlokú bóbitásantilop (Cephalophus nigrifrons)
  - Ogilby-bóbitásantilop (Cephalophus ogilbyi)
  - rwenzori-hegységi bóbitásantilop (Cephalophus rubidus)
  - deres bóbitásantilop (Cephalophus rufilatus)
  - sárgahátú bóbitásantilop (Cephalophus silvicultor)
  - tanzániai bóbitásantilop (Cephalophus spadix)
  - Weyn-bóbitásantilop (Cephalophus weynsi)
  - zebra-bóbitásantilop (Cephalophus zebra)
  - Maxwell-bóbitásantilop (Philantomba maxwellii)
  - kék bóbitásantilop (Philantomba monticola)
  - Walter-bóbitásantilop (Philantomba walteri)
  - pusztai bóbitásantilop (Sylvicapra grimmia)
- lóantilopformák (Hippotraginae)
  - mendeszantilop (Addax nasomaculatus)
  - fakó lóantilop (Hippotragus equinus)
  - †kék lóantilop (Hippotragus leucopheas)
  - fekete lóantilop (Hippotragus niger)
  - kardszarvú antilop (Oryx dammah)
  - nyársas antilop (Oryx gazella)
- nádiantilop-formák (Reduncinae)
  - Upemba-mocsáriantilop (Kobus anselli)
  - gyűrűsfarkú víziantilop (Kobus ellipsiprymnus)
  - közönséges mocsáriantilop (Kobus kob)
  - zambézi mocsáriantilop (Kobus leche)
  - nagyszarvú mocsáriantilop (Kobus megaceros)
  - puku mocsáriantilop (Kobus vardonii)
  - nádiantilopok (Redunca)
    - nagy nádiantilop (Redunca arundinum)
    - hegyi nádiantilop (Redunca fulvorufula)
    - közönséges nádiantilop (Redunca redunca)
- tibeti antilopformák (Panthalopinae)
  - tibeti antilop (Pantholops hodgsonii)
- őzantilopformák (Peleinae)
  - őzantilop (Pelea capreolus)
- villásszarvúantilop-félék (Antilocapridae)
  - villásszarvú antilop (Antilocapra americana)